# Llista de monuments de la Terra Alta
Llista de monuments de la Terra Alta inclosos en l'Inventari del Patrimoni Arquitectònic Català per la comarca de la Terra Alta. Inclou els inscrits en el Registre de Béns Culturals d'Interès Nacional (BCIN) amb la classificació de monuments, conjunts o llocs històrics, els Béns Culturals d'Interès Local (BCIL) de caràcter immoble i la resta de béns arquitectònics integrants del patrimoni cultural català.

## Arnes
| Monument                               | Protecció       | Estil/època                          | Localització                          | Coordenades                                          | Codi?         | Imatge |
| -------------------------------------- | --------------- | ------------------------------------ | ------------------------------------- | ---------------------------------------------------- | ------------- | --- |
| Castell d'Arnes                        | BCIN 784-MH     | XIII-XIV                             | Arnes                                 | 40° 54′ 34″ N, 0° 15′ 33″ E / 40.909354°N,0.259075°E | RI-51-0006577 | Carregueu una nova foto d'aquest monument                                                                                      |
| Nucli històric d'Arnes                 | BCIN 1886-CH-EN | Gòtic, renaixement Medieval-XXI      | Arnes                                 | 40° 54′ 39″ N, 0° 15′ 40″ E / 40.910807°N,0.261078°E | RI-53-0000417 | Nucli històric d'Arnes · Vegeu més fotos d'aquest monument · Carregueu una nova foto d'aquest monument                         |
| Ajuntament d'Arnes                     | BCIL 1982       | Renaixement XVI                      | Arnes Pl. de la Vila                  | 40° 54′ 35″ N, 0° 15′ 39″ E / 40.90986°N,0.26072°E   | IPA-11645     | Ajuntament (Arnes) · Vegeu més fotos d'aquest monument · Carregueu una nova foto d'aquest monument                             |
| Església parroquial de Santa Magdalena | BCIL 1982       | Renaixement, barroc XVII             | Arnes Pl. de la Vila                  | 40° 54′ 36″ N, 0° 15′ 40″ E / 40.91003°N,0.26104°E   | IPA-11646     | Església parroquial de Santa Magdalena (Arnes) · Vegeu més fotos d'aquest monument · Carregueu una nova foto d'aquest monument |
| Casa del Capellà                       | BCIL 1991       | Gòtic, obra popular XVI              | Arnes C. Sant Antoni                  | 40° 54′ 37″ N, 0° 15′ 40″ E / 40.91023°N,0.26118°E   | IPA-11647     | Carregueu una nova foto d'aquest monument                                                                                      |
| Casa Santa Pau o Adrogué               | BCIL 1991       | Gòtic, renaixement XVI               | Arnes C. Generalitat - c. Major       | 40° 54′ 37″ N, 0° 15′ 37″ E / 40.9104°N,0.26028°E    | IPA-11648     | Casa Santa Pau (Arnes) · Vegeu més fotos d'aquest monument · Carregueu una nova foto d'aquest monument                         |
| Casa Galan                             | BCIL 1991       | Gòtic, renaixement XV, XVII          | Arnes C. Major, 25                    | 40° 54′ 35″ N, 0° 15′ 35″ E / 40.90969°N,0.2598°E    | IPA-11649     | Casa Galan (Arnes) · Vegeu més fotos d'aquest monument · Carregueu una nova foto d'aquest monument                             |
| Cal Don                                | BCIL 1991       | Renaixement, barroc XVII             | Arnes Pl. de la Vila                  | 40° 54′ 37″ N, 0° 15′ 38″ E / 40.91016°N,0.26069°E   | IPA-11650     | Cal Don (Arnes) · Vegeu més fotos d'aquest monument · Carregueu una nova foto d'aquest monument                                |
| Casa Fortunyo                          | BCIL 1991       | Gòtic, renaixement XV, XVII          | Arnes C. Generalitat                  | 40° 54′ 36″ N, 0° 15′ 38″ E / 40.90998°N,0.26053°E   | IPA-11651     | Carregueu una nova foto d'aquest monument                                                                                      |
| Antiga Presó                           | BCIL 1991       | XIV                                  | Arnes C. Major, 34                    | 40° 54′ 35″ N, 0° 15′ 34″ E / 40.90967°N,0.25944°E   | IPA-11652     | Antiga Presó (Arnes) · Vegeu més fotos d'aquest monument · Carregueu una nova foto d'aquest monument                           |
| Casa Balmanya o dels Metges            | BCIL 1991       | Gòtic, renaixement XVI               | Arnes C. dels Dolors                  | 40° 54′ 37″ N, 0° 15′ 39″ E / 40.91036°N,0.26092°E   | IPA-11653     | Casa Balmanya (Arnes) · Vegeu més fotos d'aquest monument · Carregueu una nova foto d'aquest monument                          |
| Casa Bosquets                          | BCIL 1991       | Obra popular, gòtic XVI              | Arnes C. Major, 15                    | 40° 54′ 36″ N, 0° 15′ 36″ E / 40.90992°N,0.25996°E   | IPA-11654     | Casa Bosquets (Arnes) · Vegeu més fotos d'aquest monument · Carregueu una nova foto d'aquest monument                          |
| Casa Gronseta                          | BCIL 1991       | Obra popular, gòtic XIV, XX          | Arnes C. Bonaire, 9                   | 40° 54′ 34″ N, 0° 15′ 36″ E / 40.90953°N,0.25998°E   | IPA-11655     | Carregueu una nova foto d'aquest monument                                                                                      |
| Casa al carrer Bonaire                 | BCIL 1991       | Obra popular XIX                     | Arnes C. Bonaire, 24                  | 40° 54′ 34″ N, 0° 15′ 34″ E / 40.90938°N,0.25937°E   | IPA-11656     | Casa al carrer Bonaire (Arnes) · Vegeu més fotos d'aquest monument · Carregueu una nova foto d'aquest monument                 |
| Casa Rabanals                          | BCIL 1991       | Gòtic, renaixement XV, XVII          | Arnes C. Sant Roc, 2                  | 40° 54′ 35″ N, 0° 15′ 37″ E / 40.90977°N,0.26035°E   | IPA-11657     | Carregueu una nova foto d'aquest monument                                                                                      |
| Casa Gabaldà                           | BCIL 1991       | Renaixement, obra popular XVII       | Arnes C. dels Dolors, 3               | 40° 54′ 38″ N, 0° 15′ 38″ E / 40.91055°N,0.26047°E   | IPA-11658     | Casa Gabaldà (Arnes) · Vegeu més fotos d'aquest monument · Carregueu una nova foto d'aquest monument                           |
| Casa Godes                             | BCIL 1991       | Obra popular, gòtic, renaixement XVI | Arnes C. Sant Antoni, 10              | 40° 54′ 38″ N, 0° 15′ 40″ E / 40.91049°N,0.26124°E   | IPA-11659     | Carregueu una nova foto d'aquest monument                                                                                      |
| Ermita de Santa Madrona                | BCIL 1982       | Gòtic XIV                            | Arnes Santa Madrona, vora l'Algars    | 40° 54′ 38″ N, 0° 15′ 08″ E / 40.9105°N,0.25214°E    | IPA-11660     | Ermita de Santa Madrona (Arnes) · Vegeu més fotos d'aquest monument · Carregueu una nova foto d'aquest monument                |
| Capella del Calvari                    |                 | XIX                                  | Arnes El Calvari                      | 40° 54′ 19″ N, 0° 15′ 39″ E / 40.90517°N,0.2609°E    | IPA-11661     | Capella del Calvari (Arnes) · Vegeu més fotos d'aquest monument · Carregueu una nova foto d'aquest monument                    |
| Cobert de Miquelet                     | BCIL 1991       | Gòtic, obra popular XV               | Arnes C. dels Dolors - 11 de Setembre | 40° 54′ 39″ N, 0° 15′ 37″ E / 40.91077°N,0.26025°E   | IPA-11662     | Cobert de Miquelet (Arnes) · Vegeu més fotos d'aquest monument · Carregueu una nova foto d'aquest monument                     |
| Cobert del Portalet                    | BCIL 1991       | Obra popular XVIII                   | Arnes C. Generalitat                  | 40° 54′ 38″ N, 0° 15′ 36″ E / 40.91045°N,0.26004°E   | IPA-11663     | Cobert del Portalet (Arnes) · Vegeu més fotos d'aquest monument · Carregueu una nova foto d'aquest monument                    |
| Portal del Sastre, o Cobert del Sastre | BCIL 1991       | Obra popular XV, XVII                | Arnes C. Bonaire                      | 40° 54′ 33″ N, 0° 15′ 33″ E / 40.90926°N,0.25927°E   | IPA-11664     | Portal del Sastre (Arnes) · Vegeu més fotos d'aquest monument · Carregueu una nova foto d'aquest monument                      |
| Cobert de la Sardinera                 | BCIL 1991       | Gòtic, obra popular XV               | Arnes C. Dolors - pl. Catalunya       | 40° 54′ 39″ N, 0° 15′ 38″ E / 40.91072°N,0.26052°E   | IPA-11665     | Cobert de la Sardinera (Arnes) · Vegeu més fotos d'aquest monument · Carregueu una nova foto d'aquest monument                 |
| Pou de la neu                          | BCIL 2013       | Obra popular XVII                    | Arnes                                 | 40° 54′ 42″ N, 0° 15′ 24″ E / 40.91166°N,0.25664°E   | IPA-11666     | Carregueu una nova foto d'aquest monument                                                                                      |
| Capella de l'Hospital                  | BCIL 1991       | Gòtic-renaixement, obra popular XVI  | Arnes C. Sant Roc, 3                  | 40° 54′ 35″ N, 0° 15′ 37″ E / 40.90967°N,0.26036°E   | IPA-11667     | Capella de l'Hospital (Arnes) · Vegeu més fotos d'aquest monument · Carregueu una nova foto d'aquest monument                  |
| Lo Mas Nou de Santa Pau                |                 | Obra popular XIX                     | Arnes Camí veïnal Viernets d'Arnes    | 40° 54′ 40″ N, 0° 17′ 30″ E / 40.91101°N,0.29177°E   | IPA-30958     | Carregueu una nova foto d'aquest monument                                                                                      |
| Casa Sebastià                          |                 | Obra popular XVII                    | Arnes C. Major, 6 - c. Generalitat    | 40° 54′ 37″ N, 0° 15′ 37″ E / 40.91028°N,0.26017°E   | IPA-30959     | Casa Sebastià (Arnes) · Vegeu més fotos d'aquest monument · Carregueu una nova foto d'aquest monument                          |
| Casa Pau, Casa Patricio                |                 | Obra popular XV, XX                  | Arnes C. Generalitat, 3               | 40° 54′ 36″ N, 0° 15′ 38″ E / 40.91007°N,0.26043°E   | IPA-30960     | Carregueu una nova foto d'aquest monument                                                                                      |
| Can Cuello                             |                 | Obra popular XV, XX                  | Arnes C. Bonaire, 7                   | 40° 54′ 34″ N, 0° 15′ 36″ E / 40.90956°N,0.26003°E   | IPA-30961     | Carregueu una nova foto d'aquest monument                                                                                      |
| Can Borrull                            | BCIL 1991       | Obra popular XVIII, XX               | Arnes C. Bonaire, 23                  | 40° 54′ 34″ N, 0° 15′ 35″ E / 40.90931°N,0.25962°E   | IPA-30962     | Can Borrull (Arnes) · Vegeu més fotos d'aquest monument · Carregueu una nova foto d'aquest monument                            |
| Can Bertran                            |                 | Obra popular, gòtic XV, XX           | Arnes C. Bonaire, 28                  | 40° 54′ 34″ N, 0° 15′ 33″ E / 40.90933°N,0.25927°E   | IPA-30963     | Can Bertran (Arnes) · Vegeu més fotos d'aquest monument · Carregueu una nova foto d'aquest monument                            |
| Mas de Fortunyo                        |                 | Obra popular XVII                    | Arnes                                 | 40° 54′ 57″ N, 0° 15′ 20″ E / 40.91579°N,0.25544°E   | IPA-30964     | Carregueu una nova foto d'aquest monument                                                                                      |
| Refugi del Molí                        |                 | Obra popular XVIII, XX               | Arnes                                 | 40° 54′ 33″ N, 0° 15′ 30″ E / 40.90912°N,0.25821°E   | IPA-30965     | Carregueu una nova foto d'aquest monument                                                                                      |
| Cal Santo                              | BCIL 1991       | Obra popular, gòtic XIII, XV         | Arnes                                 | 40° 54′ 37″ N, 0° 15′ 40″ E / 40.91027°N,0.26101°E   | IPA-30966     | Cal Santo (Arnes) · Vegeu més fotos d'aquest monument · Carregueu una nova foto d'aquest monument                              |
| Casa al carrer Bonaire, 1              | BCIL 1991       | Obra popular XIX                     | Arnes C. Bonaire, 1                   | 40° 54′ 35″ N, 0° 15′ 37″ E / 40.90974°N,0.26021°E   | IPA-45388     | Carregueu una nova foto d'aquest monument                                                                                      |

## Batea
Vegeu la llista de monuments de Batea

## Bot
| Monument                                                     | Protecció | Estil/època                           | Localització                                | Coordenades                                              | Codi?     | Imatge |
| ------------------------------------------------------------ | --------- | ------------------------------------- | ------------------------------------------- | -------------------------------------------------------- | --------- | --- |
| Església parroquial de Sant Blai                             | BCIL 1982 | Gòtic, renaixement, barroc XVII       | Bot Pl. de l'Església                       | 41° 00′ 34″ N, 0° 23′ 05″ E / 41.009354°N,0.384824°E     | IPA-11695 | Carregueu una nova foto d'aquest monument                                                                  |
| Ermita de Sant Josep                                         | BCIL 1982 | Obra popular, barroc XVIII            | Bot Dalt d'un turó al peu del riu Canaletes | 41° 00′ 15″ N, 0° 23′ 35″ E / 41.004167°N,0.393194°E     | IPA-11696 | Ermita de Sant Josep (Bot) · Vegeu més fotos d'aquest monument · Carregueu una nova foto d'aquest monument |
| Casa Valls                                                   |           | Obra popular XVII                     | Bot C. Major, 1 - c. Freixes                | 41° 00′ 33″ N, 0° 23′ 06″ E / 41.009150°N,0.385097°E     | IPA-11698 | Carregueu una nova foto d'aquest monument                                                                  |
| Antic Celler Cooperatiu                                      |           | Noucentisme Cèsar Martinell XX (1924) | Bot C. Canvis                               | 41° 00′ 32″ N, 0° 22′ 55″ E / 41.008803°N,0.381916°E     | IPA-11699 | Carregueu una nova foto d'aquest monument                                                                  |
| Casa Paladella                                               |           | Gòtic, renaixement XVI, XVIII         | Bot C. Major, 11                            | 41° 00′ 31″ N, 0° 23′ 07″ E / 41.008521°N,0.385259°E     | IPA-11700 | Casa Paladella (Bot) · Vegeu més fotos d'aquest monument · Carregueu una nova foto d'aquest monument       |
| La Creu del Fossar, o la Creu templera de Bot, creu de terme |           | Obra popular XIII                     | Bot Al cementiri                            | 41° 00′ 44″ N, 0° 22′ 55″ E / 41.012108°N,0.382046°E     | IPA-14106 | La Creu del Fossar (Bot) · Vegeu més fotos d'aquest monument · Carregueu una nova foto d'aquest monument   |
| Casa Mariet                                                  |           | Obra popular XV                       | Bot C. Hospital, 15                         | 41° 00′ 31″ N, 0° 23′ 05″ E / 41.008478°N,0.384743°E     | IPA-30968 | Carregueu una nova foto d'aquest monument                                                                  |
| Casa l'Estudiant                                             |           | Obra popular XIX                      | Bot C. de Caseres, 6                        | 41° 00′ 33″ N, 0° 22′ 59″ E / 41.009104°N,0.383088°E     | IPA-30969 | Carregueu una nova foto d'aquest monument                                                                  |
| Casa Freixes                                                 |           | Obra popular XVII                     | Bot C. Freixes                              | 42° 31′ 02″ N, 1° 58′ 33″ E / 42.51708547°N,1.97594027°E | IPA-30970 | Carregueu una nova foto d'aquest monument                                                                  |
| Casa el Manso                                                |           | Obra popular XVIII                    | Bot C. Caseres, 9                           | 41° 00′ 33″ N, 0° 23′ 02″ E / 41.009073°N,0.38392°E      | IPA-30971 | Carregueu una nova foto d'aquest monument                                                                  |
| Cal Ratat                                                    |           | Obra popular XII                      | Bot Pl. de l'Església, 3                    | 41° 00′ 33″ N, 0° 23′ 05″ E / 41.009133°N,0.384757°E     | IPA-30972 | Carregueu una nova foto d'aquest monument                                                                  |

## Caseres
| Monument                               | Protecció    | Estil/època            | Localització                                                            | Coordenades                                          | Codi?         | Imatge |
| -------------------------------------- | ------------ | ---------------------- | ----------------------------------------------------------------------- | ---------------------------------------------------- | ------------- | --- |
| Castell d'Almudèfer                    | BCIN 623-MH  | XIV                    | Caseres Turó al costat del riu Algars                                   | 41° 01′ 37″ N, 0° 16′ 25″ E / 41.026912°N,0.273637°E | RI-51-0006612 | Carregueu una nova foto d'aquest monument                                                                                        |
| El Castell                             | BCIN 1950-MH | Medieval               | Caseres Restes en el subsòl prop de l'església                          | 41° 02′ 19″ N, 0° 15′ 01″ E / 41.038609°N,0.250216°E | RI-51-0006613 | Carregueu una nova foto d'aquest monument                                                                                        |
| Església parroquial de Santa Magdalena | BCIL 1982    | Gòtic, barroc XV-XVI   | Caseres C. Església                                                     | 41° 02′ 19″ N, 0° 15′ 00″ E / 41.03855°N,0.2501°E    | IPA-11702     | Església parroquial de Santa Magdalena (Caseres) · Vegeu més fotos d'aquest monument · Carregueu una nova foto d'aquest monument |
| Ajuntament de Caseres                  |              | Obra popular XIX       | Caseres C. de l'Església                                                | 41° 02′ 20″ N, 0° 15′ 02″ E / 41.03876°N,0.25052°E   | IPA-11703     | Ajuntament de Caseres · Modifica el valor a Wikidata · Carregueu una nova foto d'aquest monument                                 |
| Perxe de la plaça                      |              | Obra popular XVII      | Caseres C. Església                                                     | 41° 02′ 19″ N, 0° 15′ 02″ E / 41.03857°N,0.25052°E   | IPA-11704     | Carregueu una nova foto d'aquest monument                                                                                        |
| L'Hort Tancat                          |              | Obra popular XVIII     | Caseres Al costat de l'Algars camí d'Almudèfer                          | 41° 02′ 05″ N, 0° 15′ 13″ E / 41.03479°N,0.25369°E   | IPA-11705     | Carregueu una nova foto d'aquest monument                                                                                        |
| Ca la Botiguera                        |              | Gòtic XVI, XVIII       | Caseres C. Màrtirs Galcera                                              | 41° 02′ 20″ N, 0° 15′ 01″ E / 41.03888°N,0.25026°E   | IPA-11706     | Carregueu una nova foto d'aquest monument                                                                                        |
| Església de Santa Anna                 |              | Gòtic XIV              | Caseres                                                                 | 41° 01′ 34″ N, 0° 16′ 30″ E / 41.02611°N,0.27513°E   | IPA-11708     | Església de Santa Anna (Caseres) · Vegeu més fotos d'aquest monument · Carregueu una nova foto d'aquest monument                 |
| Venta a la carretera                   |              | Obra popular XVII      | Caseres Encreuament als afores del poble                                | 41° 02′ 44″ N, 0° 15′ 02″ E / 41.04548°N,0.25047°E   | IPA-30973     | Carregueu una nova foto d'aquest monument                                                                                        |
| Forn de Teules i Eres de Trillar       |              | Obra popular XVII      | Caseres Al final del carrer de les Eres a la part més elevada del poble | 41° 02′ 20″ N, 0° 15′ 09″ E / 41.03888°N,0.25246°E   | IPA-30974     | Carregueu una nova foto d'aquest monument                                                                                        |
| Fort de Milets                         | BCIL 2009    | Obra popular XX (1936) | Caseres Prop de la carretera N-420                                      | 41° 02′ 40″ N, 0° 15′ 16″ E / 41.044340°N,0.254329°E | IPA-40100     | Carregueu una nova foto d'aquest monument                                                                                        |

## Corbera d'Ebre
| Monument                                           | Protecció       | Estil/època                           | Localització                                                          | Coordenades                                          | Codi?         | Imatge |
| -------------------------------------------------- | --------------- | ------------------------------------- | --------------------------------------------------------------------- | ---------------------------------------------------- | ------------- | --- |
| Restes de murs del castell de Corbera d'Ebre       | BCIN 701-MH     | Medieval                              | Corbera d'Ebre Zona de l'església                                     | 41° 04′ 42″ N, 0° 28′ 34″ E / 41.07839°N,0.47613°E   | RI-51-0006617 | Restes de murs del castell de Corbera d'Ebre · Vegeu més fotos d'aquest monument · Carregueu una nova foto d'aquest monument                     |
| Poble Vell de Corbera d'Ebre                       | BCIN 1910-LH-EN |                                       | Corbera d'Ebre                                                        | 41° 04′ 42″ N, 0° 28′ 31″ E / 41.078447°N,0.475413°E | RI-54-0000089 | Poble Vell de Corbera d'Ebre · Vegeu més fotos d'aquest monument · Carregueu una nova foto d'aquest monument                                     |
| Fort fuseller de Ferriols                          | BCIN 4006-MH    | Obra popular XIX                      | Corbera d'Ebre Camí de les Costes de les Piles                        | 41° 05′ 01″ N, 0° 28′ 51″ E / 41.083638°N,0.480960°E | IPA-14108     | Fort fuseller de Ferriols (Corbera d'Ebre) · Vegeu més fotos d'aquest monument · Carregueu una nova foto d'aquest monument                       |
| Església Vella de Sant Pere                        | BCIL 1982       | Neoclassicisme XVIII-XIX              | Corbera d'Ebre En el poble antic                                      | 41° 04′ 43″ N, 0° 28′ 34″ E / 41.078716°N,0.476245°E | IPA-11709     | Església Vella de Sant Pere (Corbera d'Ebre) · Vegeu més fotos d'aquest monument · Carregueu una nova foto d'aquest monument                     |
| Ermita de Santa Madrona                            | BCIL 1982       | Obra popular XVIII, XX                | Corbera d'Ebre Camí de Santa Madrona                                  | 41° 03′ 46″ N, 0° 29′ 24″ E / 41.062890°N,0.490034°E | IPA-11710     | Carregueu una nova foto d'aquest monument |
| Església Nova de Sant Pere                         |                 | Monumentalisme academicista XX (1948) | Corbera d'Ebre C. Església                                            | 41° 04′ 40″ N, 0° 28′ 38″ E / 41.077889°N,0.477299°E | IPA-11711     | Església Nova de Sant Pere (Corbera d'Ebre) · Vegeu més fotos d'aquest monument · Carregueu una nova foto d'aquest monument                      |
| Ermita del Calvari                                 | BCIL 1982       | Obra popular XVIII                    | Corbera d'Ebre El Calvari                                             | 41° 04′ 50″ N, 0° 28′ 42″ E / 41.080644°N,0.478282°E | IPA-11712     | Ermita del Calvari (Corbera d'Ebre) · Vegeu més fotos d'aquest monument · Carregueu una nova foto d'aquest monument                              |
| Mas o Torre                                        |                 | Obra popular                          | Corbera d'Ebre A prop de l'encreuament de la carretera a la Fatarella |                                                      | IPA-11713     | Carregueu una nova foto d'aquest monument |
| Antic Ajuntament                                   |                 | Medieval                              | Corbera d'Ebre C. Hospital - la Placeta                               | 41° 04′ 40″ N, 0° 28′ 32″ E / 41.077815°N,0.475454°E | IPA-30975     | Antic Ajuntament (Corbera d'Ebre) · Vegeu més fotos d'aquest monument · Carregueu una nova foto d'aquest monument                                |
| Cal Gebut                                          |                 | Obra popular XVII                     | Corbera d'Ebre C. Hospital, 1                                         | 41° 04′ 40″ N, 0° 28′ 32″ E / 41.077893°N,0.475491°E | IPA-30976     | Cal Gebut (Corbera d'Ebre) · Vegeu més fotos d'aquest monument · Carregueu una nova foto d'aquest monument                                       |
| Ca Poldo                                           |                 | Obra popular XVII                     | Corbera d'Ebre C. Major, 1                                            | 41° 04′ 40″ N, 0° 28′ 33″ E / 41.077889°N,0.475827°E | IPA-30977     | Ca Poldo (Corbera d'Ebre) · Vegeu més fotos d'aquest monument · Carregueu una nova foto d'aquest monument                                        |
| Ca Pinyolet                                        |                 | Obra popular XVIII                    | Corbera d'Ebre C. Major, 20                                           | 41° 04′ 42″ N, 0° 28′ 36″ E / 41.078429°N,0.476712°E | IPA-30978     | Ca Pinyolet (Corbera d'Ebre) · Vegeu més fotos d'aquest monument · Carregueu una nova foto d'aquest monument                                     |
| Mas entre Corbera i les Camposines                 |                 | Obra popular XIX                      | Corbera d'Ebre A 3 km de Corbera                                      | 41° 05′ 39″ N, 0° 31′ 03″ E / 41.094105°N,0.517638°E | IPA-30979     | Carregueu una nova foto d'aquest monument |
| Cabana                                             |                 | Obra popular                          | Corbera d'Ebre A 3 km de Corbera                                      |                                                      | IPA-30980     | Carregueu una nova foto d'aquest monument |
| Conjunt de cases al carrer Major de Corbera d'Ebre |                 | Obra popular XVIII                    | Corbera d'Ebre C. Major                                               | 41° 04′ 41″ N, 0° 28′ 34″ E / 41.078023°N,0.476222°E | IPA-30981     | Conjunt de cases al carrer Major de Corbera (Corbera d'Ebre) · Vegeu més fotos d'aquest monument · Carregueu una nova foto d'aquest monument     |
| Empedrat i desaigües del poble antic de Corbera    |                 | Obra popular XVIII                    | Corbera d'Ebre                                                        | 41° 04′ 43″ N, 0° 28′ 33″ E / 41.078702°N,0.475807°E | IPA-30983     | Empedrat i desaigües del poble antic de Corbera (Corbera d'Ebre) · Vegeu més fotos d'aquest monument · Carregueu una nova foto d'aquest monument |

## La Fatarella
Vegeu la llista de monuments de la Fatarella

## Gandesa
| Monument                                                         | Protecció      | Estil/època                                 | Localització                                              | Coordenades                                          | Codi?         | Imatge |
| ---------------------------------------------------------------- | -------------- | ------------------------------------------- | --------------------------------------------------------- | ---------------------------------------------------- | ------------- | --- |
| Presó de Gandesa o Casa de la Castellania                        | BCIN 341-MH-EN | Gòtic XIII-XIV, XVII                        | Gandesa C. del Pes Vell                                   | 41° 03′ 10″ N, 0° 26′ 12″ E / 41.052908°N,0.436626°E | RI-51-0012333 | Presó (Gandesa) · Vegeu més fotos d'aquest monument · Carregueu una nova foto d'aquest monument                                     |
| Església de la Mare de Déu de l'Assumpció, Casa de la Vila Vella | BCIN 342-MH-EN | Romànic, gòtic, barroc XIII-XIV, XVII-XVIII | Gandesa Pl. de l'Església                                 | 41° 03′ 09″ N, 0° 26′ 16″ E / 41.052465°N,0.437665°E | RI-51-0012334 | Església de la Mare de Déu de l'Assumpció (Gandesa) · Vegeu més fotos d'aquest monument · Carregueu una nova foto d'aquest monument |
| Castell de Gandesa                                               | BCIN 877-MH    | Medieval                                    | Gandesa Murs en algunes cases                             | 41° 03′ 12″ N, 0° 26′ 11″ E / 41.053348°N,0.436426°E | RI-51-0006631 | Carregueu una nova foto d'aquest monument                                                                                           |
| Celler Cooperatiu                                                | BCIN 1945-MH   | Modernisme Cèsar Martinell XX (1919)        | Gandesa Av. de Catalunya, 28                              | 41° 03′ 18″ N, 0° 26′ 25″ E / 41.054932°N,0.440370°E | RI-51-0010770 | Celler Cooperatiu (Gandesa) · Vegeu més fotos d'aquest monument · Carregueu una nova foto d'aquest monument                         |
| Torre al Molí de Gandesa                                         | BCIN 4014-MH   | Medieval                                    | Gandesa Riu Canaleta, prop la Fontcalda                   | 40° 59′ 39″ N, 0° 26′ 27″ E / 40.994249°N,0.440871°E | IPA-37030     | Carregueu una nova foto d'aquest monument                                                                                           |
| Ajuntament de Gandesa                                            |                | Noucentisme XX                              | Gandesa Pl. d'Espanya                                     | 41° 03′ 07″ N, 0° 26′ 20″ E / 41.052008°N,0.438963°E | IPA-11735     | Ajuntament de Gandesa · Vegeu més fotos d'aquest monument · Carregueu una nova foto d'aquest monument                               |
| La Rectoria                                                      |                | Noucentisme XX                              | Gandesa Pl. de l'Església                                 | 41° 03′ 09″ N, 0° 26′ 14″ E / 41.05259°N,0.43727°E   | IPA-11738     | Carregueu una nova foto d'aquest monument                                                                                           |
| Antigues Escoles, Centre d'Estudis de la Batalla de l'Ebre       |                | Noucentisme XX (1928)                       | Gandesa C. Catalunya, 3-5                                 | 41° 03′ 16″ N, 0° 26′ 21″ E / 41.054552°N,0.439112°E | IPA-11740     | Antigues Escoles (Gandesa) · Vegeu més fotos d'aquest monument · Carregueu una nova foto d'aquest monument                          |
| Fonda de P. Manyà                                                |                | Eclecticisme XIX                            | Gandesa Pl. de la Farola, 15                              | 41° 03′ 15″ N, 0° 26′ 19″ E / 41.054087°N,0.438535°E | IPA-11741     | Fonda de P. Manyà (Gandesa) · Vegeu més fotos d'aquest monument · Carregueu una nova foto d'aquest monument                         |
| La Germandat                                                     |                | Obra popular XX                             | Gandesa C. Molí de la Vila i Pavia                        | 41° 03′ 13″ N, 0° 26′ 15″ E / 41.053729°N,0.437545°E | IPA-11742     | La Germandat (Gandesa) · Vegeu més fotos d'aquest monument · Carregueu una nova foto d'aquest monument                              |
| Casa Cerer, o Casa Dalmau                                        |                | Gòtic, obra popular Medieval                | Gandesa C. Pes Vell, 16                                   | 41° 03′ 11″ N, 0° 26′ 12″ E / 41.053020°N,0.436650°E | IPA-11743     | Casa Cerer (Gandesa) · Vegeu més fotos d'aquest monument · Carregueu una nova foto d'aquest monument                                |
| Casa Paladella, o Casa Aubà                                      |                | Obra popular XVII                           | Gandesa C. d'Horta, 31-33                                 | 41° 03′ 06″ N, 0° 26′ 13″ E / 41.051679°N,0.436824°E | IPA-11744     | Casa Paladella (Gandesa) · Vegeu més fotos d'aquest monument · Carregueu una nova foto d'aquest monument                            |
| Casa Liori                                                       |                | Gòtic, barroc XV, XVIII                     | Gandesa C. Carnisseries, 9                                | 41° 03′ 09″ N, 0° 26′ 17″ E / 41.052373°N,0.437944°E | IPA-11746     | Casa Liori (Gandesa) · Vegeu més fotos d'aquest monument · Carregueu una nova foto d'aquest monument                                |
| Casa la Miguela                                                  |                | Modernisme XX                               | Gandesa Pl. de la Farola, 6                               | 41° 03′ 14″ N, 0° 26′ 19″ E / 41.053959°N,0.438721°E | IPA-11747     | Casa la Miguela (Gandesa) · Vegeu més fotos d'aquest monument · Carregueu una nova foto d'aquest monument                           |
| Casa Rallo                                                       |                | Racionalisme XX                             | Gandesa C. Major, 6                                       | 41° 03′ 10″ N, 0° 26′ 17″ E / 41.052902°N,0.438017°E | IPA-11748     | Casa Rallo (Gandesa) · Vegeu més fotos d'aquest monument · Carregueu una nova foto d'aquest monument                                |
| Casa Cervelló                                                    |                | Gòtic, obra popular XIII, XVIII             | Gandesa C. Pes Vell, 5                                    | 41° 03′ 10″ N, 0° 26′ 14″ E / 41.052845°N,0.437100°E | IPA-11749     | Casa Cervelló (Gandesa) · Vegeu més fotos d'aquest monument · Carregueu una nova foto d'aquest monument                             |
| Casa Serretes                                                    |                | Obra popular XIX                            | Gandesa C. Santa Anna, 9                                  | 41° 03′ 10″ N, 0° 26′ 20″ E / 41.052774°N,0.438968°E | IPA-11750     | Casa Serretes (Gandesa) · Vegeu més fotos d'aquest monument · Carregueu una nova foto d'aquest monument                             |
| Casa de l'Inquisidor o Casa Figueres d'Ossó, Casa Comartí        |                | Noucentisme, gòtic XVI, XIX                 | Gandesa C. d'Horta, 3-5-7                                 | 41° 03′ 09″ N, 0° 26′ 12″ E / 41.05247°N,0.43669°E   | IPA-11751     | Casa de l'Inquisidor (Gandesa) · Vegeu més fotos d'aquest monument · Carregueu una nova foto d'aquest monument                      |
| Casa Redó                                                        |                | Noucentisme XIX                             | Gandesa C. Sant Antoni, 12                                | 41° 03′ 11″ N, 0° 26′ 15″ E / 41.053054°N,0.437390°E | IPA-11752     | Casa Redó (Gandesa) · Vegeu més fotos d'aquest monument · Carregueu una nova foto d'aquest monument                                 |
| Casa Pradell                                                     |                | Modernisme XX (1912)                        | Gandesa Pl. del Comerç, 11                                | 41° 03′ 11″ N, 0° 26′ 19″ E / 41.053064°N,0.438597°E | IPA-11753     | Casa Pradell (Gandesa) · Vegeu més fotos d'aquest monument · Carregueu una nova foto d'aquest monument                              |
| Casa Pedrol                                                      |                | Racionalisme XX                             | Gandesa C. Sense Sol, 10                                  | 41° 03′ 11″ N, 0° 26′ 21″ E / 41.053123°N,0.439163°E | IPA-11754     | Casa Pedrol (Gandesa) · Vegeu més fotos d'aquest monument · Carregueu una nova foto d'aquest monument                               |
| Casa Serrano i Sunyer                                            |                | Gòtic Medieval, XIX                         | Gandesa C. Serrano i Sunyer, 4                            | 41° 03′ 08″ N, 0° 26′ 19″ E / 41.052336°N,0.438529°E | IPA-11755     | Casa Serrano i Sunyer (Gandesa) · Vegeu més fotos d'aquest monument · Carregueu una nova foto d'aquest monument                     |
| Casa Baronesa de Purroy, Palau dels Purroi, Cal Baró             | BCIL 2004      | Renaixement, barroc XVIII                   | Gandesa C. Serrano i Sunyer, 12                           | 41° 03′ 08″ N, 0° 26′ 20″ E / 41.052257°N,0.438886°E | IPA-11756     | Casa Baronesa de Purroy (Gandesa) · Vegeu més fotos d'aquest monument · Carregueu una nova foto d'aquest monument                   |
| Porxos de la plaça de l'Església                                 |                | Obra popular XIX                            | Gandesa Pl. de l'Església                                 | 41° 03′ 09″ N, 0° 26′ 14″ E / 41.052487°N,0.437345°E | IPA-11757     | Porxos de la plaça de l'Església (Gandesa) · Vegeu més fotos d'aquest monument · Carregueu una nova foto d'aquest monument          |
| Galeria Casa Font o Canalda                                      |                | XVIII                                       | Gandesa C. del Call, davant l'antiga presó (Desapareguda) |                                                      | IPA-11758     | Carregueu una nova foto d'aquest monument                                                                                           |
| El Calvari                                                       |                | Obra popular XVIII                          | Gandesa Seguint el c. del Calvari                         | 41° 02′ 45″ N, 0° 26′ 11″ E / 41.045914°N,0.436500°E | IPA-11760     | El Calvari (Gandesa) · Vegeu més fotos d'aquest monument · Carregueu una nova foto d'aquest monument                                |
| Font a la vora de l'antic Escorxador                             |                | Obra popular XVI                            | Gandesa Ctra. de Vilalba dels Arcs                        |                                                      | IPA-11761     | Font a la vora de l'antic Escorxador (Gandesa) · Vegeu més fotos d'aquest monument · Carregueu una nova foto d'aquest monument      |
| Creu de terme coberta                                            | BCIL 1982      | Gòtic XIII                                  | Gandesa Pl. Francesc Serres                               | 41° 03′ 29″ N, 0° 26′ 21″ E / 41.058103°N,0.439195°E | IPA-11762     | Creu de terme coberta (Gandesa) · Vegeu més fotos d'aquest monument · Carregueu una nova foto d'aquest monument                     |
| Santuari de la Fontcalda                                         | BCIL 1982      | Barroc XVI-XX                               | Gandesa La Fontcalda, vora el riu Canaleta                | 41° 00′ 04″ N, 0° 25′ 43″ E / 41.001015°N,0.428693°E | IPA-11763     | Santuari de Fontcalda (Gandesa) · Vegeu més fotos d'aquest monument · Carregueu una nova foto d'aquest monument                     |
| Balneari de la Fontcalda                                         |                | Eclecticisme XIX Final                      | Gandesa La Fontcalda                                      | 41° 00′ 04″ N, 0° 25′ 42″ E / 41.001134°N,0.428362°E | IPA-14109     | Balneari de la Fontcalda (Gandesa) · Vegeu més fotos d'aquest monument · Carregueu una nova foto d'aquest monument                  |
| Ca Tomaset                                                       |                | Noucentisme XX                              | Gandesa Av. València, 26                                  | 41° 03′ 11″ N, 0° 26′ 21″ E / 41.053015°N,0.439173°E | IPA-31007     | Ca Tomaset (Gandesa) · Vegeu més fotos d'aquest monument · Carregueu una nova foto d'aquest monument                                |
| Ca Timbales, Ca la Canalda                                       |                | Gòtic XV                                    | Gandesa C. Carnisseries, 7                                | 41° 03′ 08″ N, 0° 26′ 18″ E / 41.05215°N,0.43844°E   | IPA-31008     | Carregueu una nova foto d'aquest monument                                                                                           |
| Porxo a la Font Calda                                            |                | Obra popular Medieval                       | Gandesa Santuari de la Font Calda                         |                                                      | IPA-31009     | Carregueu una nova foto d'aquest monument                                                                                           |
| Casa Calixto                                                     |                | Renaixement XIX Final                       | Gandesa Av. Catalunya, 16-18                              | 41° 03′ 16″ N, 0° 26′ 22″ E / 41.054498°N,0.439437°E | IPA-31011     | Casa Calixto (Gandesa) · Vegeu més fotos d'aquest monument · Carregueu una nova foto d'aquest monument                              |
| Cal Morrut                                                       |                | Obra popular XVII                           | Gandesa C. Carnisseries, 32                               | 41° 03′ 08″ N, 0° 26′ 16″ E / 41.052227°N,0.437817°E | IPA-31012     | Cal Morrut (Gandesa) · Vegeu més fotos d'aquest monument · Carregueu una nova foto d'aquest monument                                |
| Antic Escorxador Municipal de Gandesa                            | BCIL 2020      | XX                                          | Gandesa Camí de Batea - camí de Regats                    | 41° 03′ 16″ N, 0° 26′ 05″ E / 41.054357°N,0.434676°E | IPA-50730     | Antic Escorxador Municipal de Gandesa · Vegeu més fotos d'aquest monument · Carregueu una nova foto d'aquest monument               |

## Horta de Sant Joan
Vegeu la llista de monuments d'Horta de Sant Joan

## El Pinell de Brai
| Monument                                          | Protecció    | Estil/època                           | Localització                                              | Coordenades                                          | Codi?         | Imatge |
| ------------------------------------------------- | ------------ | ------------------------------------- | --------------------------------------------------------- | ---------------------------------------------------- | ------------- | --- |
| Celler Cooperatiu                                 | BCIN 1947-MH | Modernisme Cèsar Martinell XX (1922)  | El Pinell de Brai C. del Pilonet, 8-10                    | 41° 01′ 00″ N, 0° 30′ 46″ E / 41.016603°N,0.512679°E | RI-51-0010769 | Celler Cooperatiu (el Pinell de Brai) · Vegeu més fotos d'aquest monument · Carregueu una nova foto d'aquest monument              |
| Fortí a la talaia de Llixem                       | BCIN 4015-MH | Obra popular XIX-XX                   | El Pinell de Brai Talaia de Llixem                        | 41° 01′ 04″ N, 0° 33′ 42″ E / 41.017757°N,0.561612°E | IPA-37031     | Carregueu una nova foto d'aquest monument                                                                                          |
| Ajuntament del Pinell de Brai                     |              | Monumentalisme academicista XX (1946) | El Pinell de Brai C. J. Moreno Torres, 4                  | 41° 01′ 04″ N, 0° 30′ 56″ E / 41.017812°N,0.515685°E | IPA-11801     | Carregueu una nova foto d'aquest monument                                                                                          |
| Església parroquial de Sant Llorenç               |              | Barroc XVIII                          | El Pinell de Brai Pl. de l'Església                       | 41° 00′ 56″ N, 0° 30′ 53″ E / 41.01548°N,0.514673°E  | IPA-11802     | Església parroquial de Sant Llorenç (el Pinell de Brai) · Modifica el valor a Wikidata · Carregueu una nova foto d'aquest monument |
| Ermita de Santa Magdalena                         |              | Obra popular XX (1945)                | El Pinell de Brai Serra de Pàndols                        | 41° 01′ 34″ N, 0° 28′ 02″ E / 41.026244°N,0.467256°E | IPA-11803     | Carregueu una nova foto d'aquest monument                                                                                          |
| Escoles                                           |              | Obra popular XX (1943)                | El Pinell de Brai C. J. Moreno Torres, 4                  | 41° 01′ 05″ N, 0° 30′ 56″ E / 41.018194°N,0.515463°E | IPA-11805     | Carregueu una nova foto d'aquest monument                                                                                          |
| Casa Simó, o Casa Altadill                        |              | Obra popular XVIII                    | El Pinell de Brai C. Lleida, 7                            | 41° 01′ 00″ N, 0° 30′ 54″ E / 41.01653°N,0.51504°E   | IPA-11806     | Carregueu una nova foto d'aquest monument                                                                                          |
| Ca la Marcela                                     |              | Obra popular Medieval                 | El Pinell de Brai C. de l'Hospital, 2                     | 41° 00′ 57″ N, 0° 30′ 50″ E / 41.015752°N,0.513798°E | IPA-11807     | Carregueu una nova foto d'aquest monument                                                                                          |
| Font de Baix, Font de la Teula, Font dels Chorros | BCIL 2019    | Obra popular XVIII                    | El Pinell de Brai Davant del celler cooperatiu            | 41° 00′ 59″ N, 0° 30′ 45″ E / 41.016395°N,0.512374°E | IPA-11808     | Carregueu una nova foto d'aquest monument                                                                                          |
| Portal del Llop                                   |              | Obra popular Medieval                 | El Pinell de Brai C. Barreras                             | 41° 00′ 55″ N, 0° 30′ 49″ E / 41.015296°N,0.513512°E | IPA-11809     | Carregueu una nova foto d'aquest monument                                                                                          |
| Habitatge al carrer Hospital, 1                   |              | Obra popular XVI                      | El Pinell de Brai C. Hospital, 1                          | 41° 00′ 56″ N, 0° 30′ 49″ E / 41.015513°N,0.513638°E | IPA-31028     | Carregueu una nova foto d'aquest monument                                                                                          |
| Arcs al carrer de la Costa                        |              | Obra popular Medieval                 | El Pinell de Brai C. de la Costa                          | 41° 00′ 56″ N, 0° 30′ 54″ E / 41.015659°N,0.514917°E | IPA-31029     | Carregueu una nova foto d'aquest monument                                                                                          |
| Porxo a la plaça de la Vila                       |              | Obra popular XVIII                    | El Pinell de Brai Pl. de la Vila                          | 41° 00′ 56″ N, 0° 30′ 52″ E / 41.015590°N,0.514550°E | IPA-31030     | Carregueu una nova foto d'aquest monument                                                                                          |
| Font de Dalt, Font de la Plaça, Font del Broi     | BCIL 2019    | XIX-XX                                | El Pinell de Brai C. Miravet, sota l'escala de l'església | 41° 00′ 55″ N, 0° 30′ 52″ E / 41.01540°N,0.514493°E  | IPA-49486     | Carregueu una nova foto d'aquest monument                                                                                          |
| Lo Safareig                                       | BCIL 2019    | XIX-XX                                | El Pinell de Brai                                         |                                                      | IPA-49487     | Carregueu una nova foto d'aquest monument                                                                                          |

## La Pobla de Massaluca
| Monument                                          | Protecció | Estil/època                   | Localització                                                       | Coordenades                                          | Codi?     | Imatge |
| ------------------------------------------------- | --------- | ----------------------------- | ------------------------------------------------------------------ | ---------------------------------------------------- | --------- | --- |
| Sínia o Sénia                                     |           | Obra popular                  | La Pobla de Massaluca Al barranc del Barball                       |                                                      | IPA-11833 | Carregueu una nova foto d'aquest monument |
| Cabana                                            |           | Obra popular XIX              | La Pobla de Massaluca Entre conreus                                |                                                      | IPA-11834 | Carregueu una nova foto d'aquest monument |
| Bassa de la Bovera                                |           | Obra popular XVIII            | La Pobla de Massaluca Sortida del poble pel final del carrer Major | 41° 10′ 53″ N, 0° 21′ 05″ E / 41.181389°N,0.351428°E | IPA-11835 | Carregueu una nova foto d'aquest monument |
| Ermita de Santa Madrona del Calvari               | BCIL 1982 | Obra popular XVIII, XX        | La Pobla de Massaluca Turó a l'entrada del poble                   | 41° 10′ 48″ N, 0° 21′ 01″ E / 41.180044°N,0.350269°E | IPA-11836 | Carregueu una nova foto d'aquest monument |
| Ca l'Eugenio                                      |           | Gòtic, renaixement XVII       | La Pobla de Massaluca C. Major, 1                                  | 41° 10′ 48″ N, 0° 21′ 14″ E / 41.179951°N,0.353930°E | IPA-11837 | Carregueu una nova foto d'aquest monument |
| Ca Folqué                                         |           | Renaixement, obra popular XVI | La Pobla de Massaluca C. Major, 9-11                               | 41° 10′ 49″ N, 0° 21′ 12″ E / 41.180397°N,0.353440°E | IPA-11838 | Carregueu una nova foto d'aquest monument |
| Església de Sant Antoni                           | BCIL 1982 | Gòtic tardà, renaixement XVII | La Pobla de Massaluca C. Major - c. Església                       | 41° 10′ 50″ N, 0° 21′ 11″ E / 41.180690°N,0.353174°E | IPA-11839 | Església de Sant Antoni (la Pobla de Massaluca) · Vegeu més fotos d'aquest monument · Carregueu una nova foto d'aquest monument                |
| Perxe de Ca Massango                              |           | Obra popular XVII             | La Pobla de Massaluca C. de l'Església                             | 41° 10′ 51″ N, 0° 21′ 12″ E / 41.180804°N,0.353407°E | IPA-11840 | Carregueu una nova foto d'aquest monument |
| Cal Perxe                                         |           | Obra popular XVII             | La Pobla de Massaluca C. Paz de Franco - pl. dels Màrtirs          | 41° 10′ 50″ N, 0° 21′ 14″ E / 41.180468°N,0.353838°E | IPA-11841 | Carregueu una nova foto d'aquest monument |
| Cal Chico                                         |           | Obra popular XVIII            | La Pobla de Massaluca C. Major, 23                                 | 41° 10′ 50″ N, 0° 21′ 12″ E / 41.180476°N,0.353295°E | IPA-31031 | Carregueu una nova foto d'aquest monument |
| Portals del carrer Major                          |           | Obra popular XVIII, XIX, XX   | La Pobla de Massaluca C. Major, 11 i 41                            | 41° 10′ 49″ N, 0° 21′ 13″ E / 41.180265°N,0.353572°E | IPA-32530 | Carregueu una nova foto d'aquest monument |
| Espais històrics Batalla de l'Ebre: Punta del Duc | BCIL 2010 | Obra popular XX               | La Pobla de Massaluca i Riba-roja d'Ebre                           | 41° 10′ 13″ N, 0° 34′ 51″ E / 41.170398°N,0.58094°E  | IPA-41032 | Espais històrics de la Batalla de l'Ebre: Punta del Duc (la Pobla de Massaluca i Riba-roja d'Ebre) · Carregueu una nova foto d'aquest monument |

## Prat de Comte
| Monument                                                  | Protecció    | Estil/època                              | Localització                                | Coordenades                                          | Codi?         | Imatge |
| --------------------------------------------------------- | ------------ | ---------------------------------------- | ------------------------------------------- | ---------------------------------------------------- | ------------- | --- |
| Lo Portal                                                 | BCIN 1308-MH | XVII                                     | Prat de Comte C. Major                      | 40° 59′ 00″ N, 0° 24′ 20″ E / 40.983470°N,0.405627°E | RI-51-0006686 | Lo Portal (Prat de Comte) · Vegeu més fotos d'aquest monument · Carregueu una nova foto d'aquest monument                            |
| Ca la Plaça                                               |              | Gòtic-renaixement, obra popular XVI, XIX | Prat de Comte C. Major, 1                   | 40° 59′ 00″ N, 0° 24′ 20″ E / 40.98334°N,0.40546°E   | IPA-11843     | Carregueu una nova foto d'aquest monument                                                                                            |
| Església parroquial de Sant Bartomeu                      | BCIL 1982    | Barroc XVII                              | Prat de Comte Pl. de l'Església             | 40° 59′ 02″ N, 0° 24′ 19″ E / 40.98385°N,0.40531°E   | IPA-11844     | Església parroquial de Sant Bartomeu (Prat de Comte) · Vegeu més fotos d'aquest monument · Carregueu una nova foto d'aquest monument |
| Casa la Bessona                                           |              | Obra popular XVIII                       | Prat de Comte C. Major, 3                   | 40° 59′ 00″ N, 0° 24′ 19″ E / 40.98335°N,0.40527°E   | IPA-11845     | Carregueu una nova foto d'aquest monument                                                                                            |
| Casa Pau                                                  |              | Obra popular XVIII                       | Prat de Comte C. Major, 4                   | 40° 59′ 00″ N, 0° 24′ 19″ E / 40.98346°N,0.40515°E   | IPA-11846     | Carregueu una nova foto d'aquest monument                                                                                            |
| Casa Mateu                                                |              | Obra popular XVIII                       | Prat de Comte C. Major, 8                   | 40° 59′ 00″ N, 0° 24′ 18″ E / 40.98345°N,0.40498°E   | IPA-11847     | Carregueu una nova foto d'aquest monument                                                                                            |
| Casa Roc                                                  |              | Obra popular XIX                         | Prat de Comte C. Frontó, 1                  | 40° 58′ 59″ N, 0° 24′ 17″ E / 40.9831°N,0.40486°E    | IPA-11848     | Carregueu una nova foto d'aquest monument                                                                                            |
| Casa de Colònies, Ca la Gepa, Casa Bardí                  |              | Obra popular XIX                         | Prat de Comte C. Frontó, 7                  | 40° 59′ 00″ N, 0° 24′ 17″ E / 40.98326°N,0.4048°E    | IPA-31032     | Carregueu una nova foto d'aquest monument                                                                                            |
| Habitatge a la cantonada carrer Major i carrer del Portal |              | Gòtic, obra popular XVII                 | Prat de Comte C. Major - c. del Portal      | 40° 59′ 00″ N, 0° 24′ 19″ E / 40.98345°N,0.40527°E   | IPA-31033     | Carregueu una nova foto d'aquest monument                                                                                            |
| Creu de terme                                             |              | Gòtic-renaixement XV                     | Prat de Comte Pl. de l'Església             | 40° 59′ 01″ N, 0° 24′ 19″ E / 40.98369°N,0.40522°E   | IPA-31034     | Creu de terme (Prat de Comte) · Vegeu més fotos d'aquest monument · Carregueu una nova foto d'aquest monument                        |
| Molí de Blat                                              |              | Obra popular XVIII                       | Prat de Comte A 500 m del nucli de població | 40° 58′ 36″ N, 0° 25′ 12″ E / 40.97673°N,0.42004°E   | IPA-31035     | Carregueu una nova foto d'aquest monument                                                                                            |
| Forn del Morruno                                          | BCIL 2008    | Obra popular XVII                        | Prat de Comte C. Fontcalda, 12              | 40° 59′ 00″ N, 0° 24′ 21″ E / 40.983415°N,0.405716°E | IPA-41465     | Forn de Cal Morruno (Prat de Comte) · Vegeu més fotos d'aquest monument · Carregueu una nova foto d'aquest monument                  |

## Vilalba dels Arcs
| Monument                                                 | Protecció    | Estil/època               | Localització                                                                                        | Coordenades                                          | Codi?     | Imatge |
| -------------------------------------------------------- | ------------ | ------------------------- | --------------------------------------------------------------------------------------------------- | ---------------------------------------------------- | --------- | --- |
| Muralla de Vilalba dels Arcs                             | BCIN 3937-MH | XIV-XVI                   | Vilalba dels Arcs Nucli antic                                                                       | 41° 07′ 13″ N, 0° 24′ 31″ E / 41.120277°N,0.408517°E | IPA-35364 | Carregueu una nova foto d'aquest monument                                                                                                   |
| Castell de Vilalba dels Arcs                             | BCIN 3938-MH | XIV-XVI                   | Vilalba dels Arcs C. Església, 4                                                                    | 41° 07′ 17″ N, 0° 24′ 37″ E / 41.121287°N,0.410331°E | IPA-35547 | Castell de Vilalba dels Arcs · Vegeu més fotos d'aquest monument · Carregueu una nova foto d'aquest monument                                |
| Centre històric de Vilalba dels Arcs                     | BCIL 1982    | Obra popular XIII         | Vilalba dels Arcs                                                                                   | 41° 07′ 17″ N, 0° 24′ 38″ E / 41.12128°N,0.41045°E   | IPA-11850 | Centre històric de Vilalba dels Arcs · Vegeu més fotos d'aquest monument · Carregueu una nova foto d'aquest monument                        |
| Església de la Mare de Déu de Gràcia                     | BCIL 1982    | Gòtic XIII                | Vilalba dels Arcs C. de l'Església, 3                                                               | 41° 07′ 17″ N, 0° 24′ 36″ E / 41.12133°N,0.41002°E   | IPA-11851 | Església de la Mare de Déu de Gràcia (Vilalba dels Arcs) · Vegeu més fotos d'aquest monument · Carregueu una nova foto d'aquest monument    |
| Cases Domènec, la Senyora i el Tinet, o Casa Damià Orior |              | Obra popular XVI          | Vilalba dels Arcs C. Major, 9-11-13                                                                 | 41° 07′ 15″ N, 0° 24′ 34″ E / 41.12072°N,0.40952°E   | IPA-11852 | Cases Domènec (Vilalba dels Arcs) · Vegeu més fotos d'aquest monument · Carregueu una nova foto d'aquest monument                           |
| Ajuntament de Vilalba dels Arcs                          |              | Eclecticisme XIX          | Vilalba dels Arcs Pl. de la Vila, 3                                                                 | 41° 07′ 16″ N, 0° 24′ 36″ E / 41.12102°N,0.41004°E   | IPA-11854 | Ajuntament de Vilalba dels Arcs · Vegeu més fotos d'aquest monument · Carregueu una nova foto d'aquest monument                             |
| Casa Martell                                             |              | Eclecticisme XX Mitjan    | Vilalba dels Arcs Pl. de la Vila, 7                                                                 | 41° 07′ 15″ N, 0° 24′ 37″ E / 41.12096°N,0.41033°E   | IPA-11855 | Casa Martell (Vilalba dels Arcs) · Vegeu més fotos d'aquest monument · Carregueu una nova foto d'aquest monument                            |
| Mas                                                      |              | Obra popular              | Vilalba dels Arcs Ctra. de Vilalba a Gandesa                                                        |                                                      | IPA-11856 | Carregueu una nova foto d'aquest monument                                                                                                   |
| Cabana                                                   |              | Obra popular              | Vilalba dels Arcs Ctra. de Vilalba a Gandesa                                                        |                                                      | IPA-11857 | Carregueu una nova foto d'aquest monument                                                                                                   |
| Casa Coll                                                |              | Gòtic, barroc XIII, XVIII | Vilalba dels Arcs C. del Call, 2 - c. Àngel, 15                                                     | 41° 07′ 14″ N, 0° 24′ 36″ E / 41.12066°N,0.40995°E   | IPA-11858 | Casa Coll (Vilalba dels Arcs) · Vegeu més fotos d'aquest monument · Carregueu una nova foto d'aquest monument                               |
| Ermita de Sant Pau                                       |              | Obra popular XVIII        | Vilalba dels Arcs                                                                                   | 41° 11′ 21″ N, 0° 23′ 47″ E / 41.18908°N,0.3963°E    | IPA-11859 | Carregueu una nova foto d'aquest monument                                                                                                   |
| Capella de la Mare de Déu de Montserrat                  |              | Obra popular XVIII        | Vilalba dels Arcs Al Calvari                                                                        | 41° 07′ 15″ N, 0° 24′ 54″ E / 41.12095°N,0.4149°E    | IPA-11860 | Capella de la Mare de Déu de Montserrat (Vilalba dels Arcs) · Vegeu més fotos d'aquest monument · Carregueu una nova foto d'aquest monument |
| Ermita de la Mare de Déu dels Dolors                     | BCIL 1982    | Barroc XVIII              | Vilalba dels Arcs Al Calvari                                                                        | 41° 07′ 17″ N, 0° 24′ 55″ E / 41.12149°N,0.4152°E    | IPA-11861 | Ermita de la Mare de Déu dels Dolors (Vilalba dels Arcs) · Vegeu més fotos d'aquest monument · Carregueu una nova foto d'aquest monument    |
| Cementiri de Vilalba dels Arcs                           |              | Obra popular XVIII        | Vilalba dels Arcs Al Calvari                                                                        | 41° 07′ 18″ N, 0° 24′ 55″ E / 41.12162°N,0.41514°E   | IPA-11862 | Cementiri de Vilalba dels Arcs · Vegeu més fotos d'aquest monument · Carregueu una nova foto d'aquest monument                              |
| Carrer Major                                             |              | Obra popular XIV          | Vilalba dels Arcs C. Major                                                                          | 41° 07′ 15″ N, 0° 24′ 35″ E / 41.12082°N,0.40981°E   | IPA-11864 | Carrer Major (Vilalba dels Arcs) · Vegeu més fotos d'aquest monument · Carregueu una nova foto d'aquest monument                            |
| Església parroquial de Sant Llorenç                      | BCIL 1982    | Barroc XVI                | Vilalba dels Arcs C. de l'Església, 10                                                              | 41° 07′ 17″ N, 0° 24′ 37″ E / 41.12147°N,0.41039°E   | IPA-30774 | Església parroquial de Sant Llorenç (Vilalba dels Arcs) · Vegeu més fotos d'aquest monument · Carregueu una nova foto d'aquest monument     |
| Casa Aubaldesca                                          |              | Noucentisme XIX Mitjan    | Vilalba dels Arcs Pl. de la Vila, 2                                                                 | 41° 07′ 15″ N, 0° 24′ 36″ E / 41.12094°N,0.40998°E   | IPA-31036 | Casa Aubaldesca (Vilalba dels Arcs) · Vegeu més fotos d'aquest monument · Carregueu una nova foto d'aquest monument                         |
| Habitatge al carrer del Call, 4                          |              | Gòtic XV                  | Vilalba dels Arcs C. del Call, 4                                                                    | 41° 07′ 14″ N, 0° 24′ 36″ E / 41.12048°N,0.41006°E   | IPA-31037 | Habitatge al carrer del Call, 4 (Vilalba dels Arcs) · Vegeu més fotos d'aquest monument · Carregueu una nova foto d'aquest monument         |
| Casa Cassol                                              |              | Obra popular XIV          | Vilalba dels Arcs C. Sant Antoni, 15 - c. Abaix, 7                                                  | 41° 07′ 15″ N, 0° 24′ 38″ E / 41.1207°N,0.41065°E    | IPA-31038 | Casa Cassol (Vilalba dels Arcs) · Vegeu més fotos d'aquest monument · Carregueu una nova foto d'aquest monument                             |
| Ca Silveri                                               |              | Obra popular XIX          | Vilalba dels Arcs C. Botera, 8                                                                      | 41° 07′ 13″ N, 0° 24′ 37″ E / 41.12039°N,0.41017°E   | IPA-31039 | Ca Silveri (Vilalba dels Arcs) · Vegeu més fotos d'aquest monument · Carregueu una nova foto d'aquest monument                              |
| Rentadors-font                                           |              | Obra popular XVI          | Vilalba dels Arcs A l'entrada del poble                                                             | 41° 07′ 28″ N, 0° 24′ 52″ E / 41.12451°N,0.41455°E   | IPA-31043 | Rentadors-font (Vilalba dels Arcs) · Vegeu més fotos d'aquest monument · Carregueu una nova foto d'aquest monument                          |
| Molí d'oli al Bassot, Molí de Granyena                   | BCIL 2007    | Obra popular XIX Mitjan   | Vilalba dels Arcs A l'entrada del poble al costat de la font                                        | 41° 07′ 22″ N, 0° 24′ 45″ E / 41.12272°N,0.41258°E   | IPA-31044 | Carregueu una nova foto d'aquest monument                                                                                                   |
| Creu de Sant Vicenç Ferrer                               | BCIL 2012    | Obra popular XVIII, XIX   | Vilalba dels Arcs A la bassa de Sant Vicenç, a la Novena de Ca Martell, al costat de la punta Gaeta | 41° 07′ 39″ N, 0° 26′ 40″ E / 41.127381°N,0.444382°E | IPA-35127 | Carregueu una nova foto d'aquest monument                                                                                                   |
| Espai històric Quatre Camins                             | BCIL 2012    |                           | Vilalba dels Arcs                                                                                   | 41° 06′ 35″ N, 0° 25′ 09″ E / 41.109720°N,0.419179°E | IPA-41738 | Espai històric Quatre Camins (Vilalba dels Arcs) · Vegeu més fotos d'aquest monument · Carregueu una nova foto d'aquest monument            |